# Йосиф Цвийович
Йосиф Цвийович (на сръбски: Јосиф Цвијовић или Josif Cvijović) е сръбски духовник, скопски и битолски митрополит.

## Биография
Йосиф Цвийович е роден в 1878 година в Дрежник. Учи основно и средно образование в Пожега и Ужице. Завършва православно богословие е Белград, а след това завършва и Киевската духовна академия. Цвийович се жени и е ръкоположен за дякон на 15 септември 1903 година, а за свещеник на 1 октомври същата година. Йосиф взима участие в Балканските войни и Първата световна война като воненен свещеник и четник в четата на Войн Попович. От 19 декември 1920 до 1931 година е митрополит в Битоля. В 1931 година Охридска и Битолска епархия се обединяват в Охридско-Битолска със седалище в Битоля, а епископ на обединената епархия става дотогавашният охридски епископ Николай Велимирович. В 1932 година Йосиф Цвийович оглавява Скопската катедра, на който пост остава до смъртта си в 1957 година.
- Митрополит Йосиф. Фото: Братя Манаки
- Певческо дружество „Стеван Мокриняц“ в Битоля и владиката Йосиф